# Крохотки (деревня)
Крохотки — деревня в Юрьянском районе Кировской области в составе Подгорцевского сельского поселения.

## География
Находится на расстоянии примерно 10 километров по прямой на север от поселка Мурыгино рядом со станцией Медянка.

## История
Известна с 1719 года, когда здесь (тогда починок Крохоткинский) отмечено было 18 душ (мужского пола). В 1764 учтено было 33 жителя. В 1873 отмечено дворов 7 и жителей 61, в 1905 15 и 79, в 1926 19 и 79, в 1950 15 и 54. В 1989 году оставалось 12 жителей.

## Население
Постоянное население  составляло 8 человек (русские 100%) в 2002 году, 4 в 2010.